# Crotale
«Крота́ль» (фр. Crotale — гремучая змея) — французский всепогодный зенитный ракетный комплекс малой дальности, предназначенный для борьбы с воздушными целями в диапазоне средних, малых и предельно малых высот. Может использоваться как для ПВО стратегически важных опорных пунктов, центров управления, стартовых позиций ракет, так и для непосредственного прикрытия боевых порядков войск.
ЗРК Crotale разработан французской фирмой «Thomson-CSF/Matra», и существует в двух вариантах базирования: подвижном наземном и корабельном варианте.
Принят на вооружение Франции, Финляндии, Греции, Нидерландов. Комплекс с момента создания неоднократно модернизировался.

## Разработка и производство
Разработан в 1970-х годах...
Ракета может достичь своей максимальной скорости 2,3 М в течение лишь двух секунд.
Лицензионное производство в США
В 1970-х «Кроталь» наряду с другими образцами европейской ВВТ, такими как франко-германский «Роланд» и британская «Рапира», участвовал в конкурсе на перевооружение Армии США тактическими системами ПВО войск в рамках программы LOFAADS/SHORADS (Low-level forward-area air-defence system/Short-range air-defence system), предполагавшей замену в войсках ЗРК «Чапарел».
В 1972 году был образован консорциум во главе с ракетостроительным подразделением корпорации «Рокуэлл» (Rockwell Missile Systems Division): производство боевых машин с электродвигателями, на которых должна была размещаться пусковая установка, и машин наведения с радиолокационными станциями подсветки цели, должно было быть развёрнуто на заводах машиностроительного подразделения компании «Паккар» (Pacific Car and Foundry Division), который и планировал наладить серийное производство по лицензии; изготовлением башенных пусковых установок для боевых машин и башенных РЛС для машин наведения должны были заниматься предприятия электромеханического подразделения корпорации «Нортроп» (Northrop Electromechanical Division). 

Однако, в конкурсе победили ЗРК «Роланд» и от производства американских лицензионных моделей «Кроталя» было решено отказаться.

## Модификации

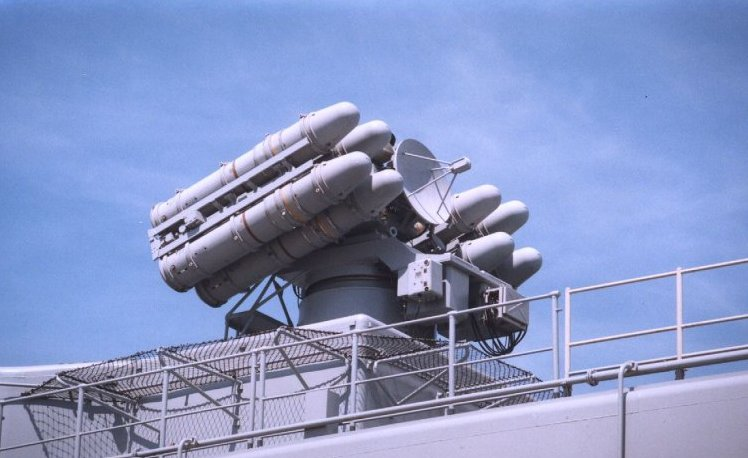
ПУ ЗРК R440 Crotale на борту фрегата «Турвиль»

Комплекс существует в нескольких модификациях :
- «Crotale» — базовый вариант,
- «Naval Crotale» — корабельный,
- «Cactus» — экспортируется в Чили и Южную Африку
- «Shahine» и «Shahine-2» — экспортируется в Саудовскую Аравию[2]
- «Crotale-NG» (Crotale New Generation) — наиболее современная модификация

## Тактико-технические характеристики
- Дальность стрельбы: 500-10000 м
- Высота поражения: до 6000 м
- Количество ракет на ПУ: 8 шт.
- Время реакции: 5 с
- Максимальная скорость полёта ракеты: 2,6 М[3]
- Время полёта на дальность 8000 м: 10 с[4]
- Длина: 2290 мм
- Диаметр корпуса: 165 мм
- Масса ракеты: 73 кг
- Боевая часть: осколочная, направленного действия
- Масса боевой части: 14 кг
- Система наведения: радиокомандная с радиолокационной или оптической пеленгацией
- Располагаемая перегрузка: 35 g

## Эксплуатанты
Несколько стран эксплуатируют комплексы Crotale и Crotale NG:

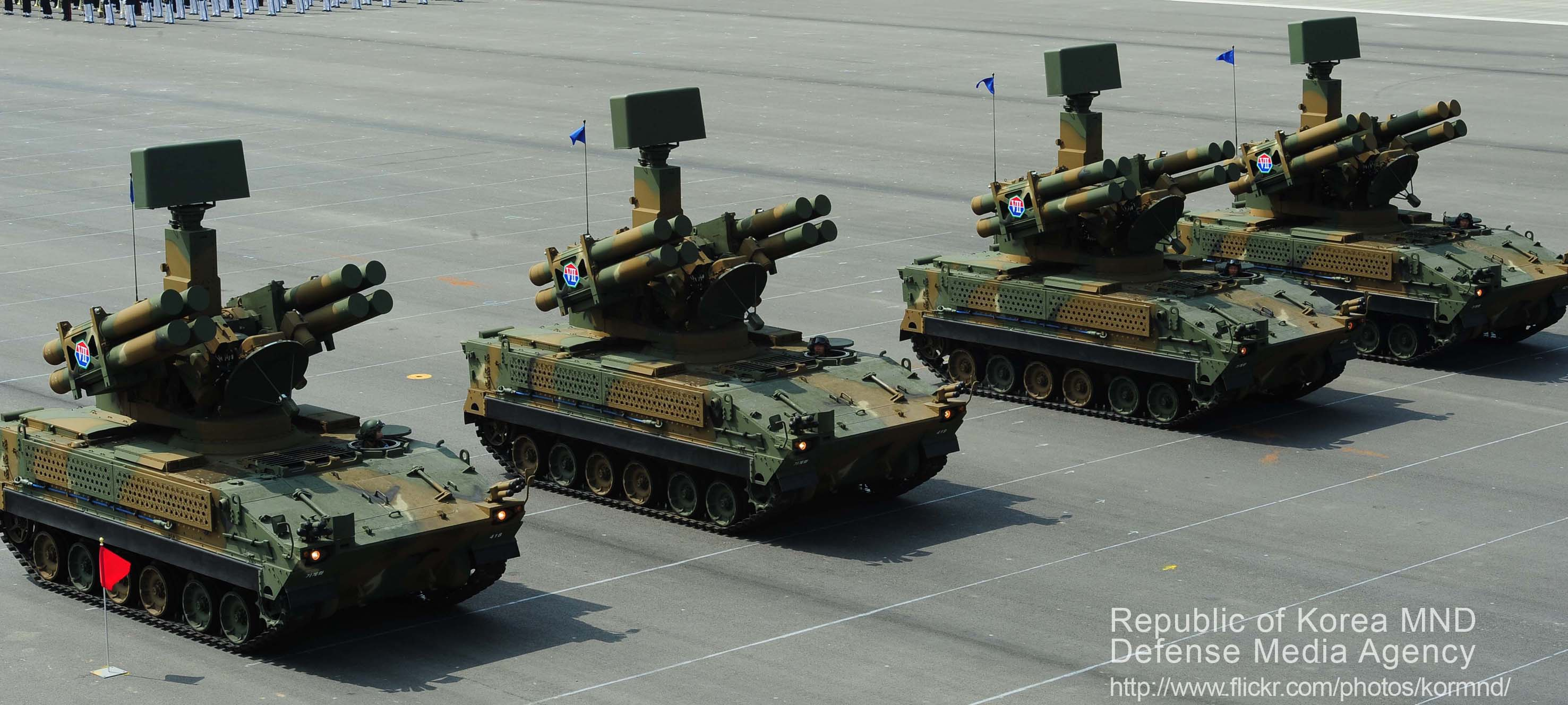
Южнокорейский вариант Chunma

- Бахрейн — 7-ю ПУ оснащены 2 батареи ЗРК Сухопутных войск Бахрейна по состоянию на 2010 год[5]
- Египет — более 24 ПУ «Crotale» используются командованием ПВО ВВС Египта по состоянию на 2010 год[6]
- Греция — 9 комплексов «Crotale NG» на вооружении ПВО ВВС Греции по состоянию на 2024 год[7]
- Иран — 250 единиц у ВВС Ирана ЗРК FM-80 (китайский вариант «Crotale») по состоянию на 2016 год[8]
- Ливия — 24 ПУ «Crotale» на вооружении ПВО Сухопутных войск Ливии по состоянию на 2010 год[9]
- ОАЭ — ПУ «Crotale» на вооружении ПВО ВВС ОАЭ по состоянию на 2010 год[10]
- Оман — по 1 восьмизарядной ПУ «Crotale NG» с боезапасом в 16 ракет на вооружении 2-х корветов типа «Qahir Al Amwaj» ВМС Омана по состоянию на 2010 год[11]
- Пакистан — 144 ПУ «Crotale» на вооружении 6 батальонов ПВО ВВС Пакистана по состоянию на 2010 год[12]
- Саудовская Аравия
  - Сухопутные войска Саудовской Аравии — «Crotale» на вооружении по состоянию на 2010 год[13]
  - ВМС Саудовской Аравии — «Crotale» на вооружении 4-х фрегатов типа «Медина» по состоянию на 2010 год[13]
  - ПВО ВВС Саудовской Аравии — до 40 ПУ «Crotale», 73 ПУ «Shahine» и до 68 стационарных постов «Crotale»/«Shahine» на вооружении по состоянию на 2010 год[14]
- Украина — две батареи Crotale NG (4 единицы) по состоянию на 2024 год[15][16][17]
- Финляндия — 20 ПУ ItO 90 («Crotale NG» установленный на шасси автомобиля Sisu XA-181) используются Сухопутными войсками Финляндии по состоянию на 2024 год[18]
- Франция
  - ВМС Франции — по 1 восьмиствольной ПУ на вооружении:
    - 7-и эсминцы типа «Жорж Леги» (боезапас 26 ракет)[19]
    - 2-х фрегатов типа «Турвиль» (боезапас 26 ракет)[19]
    - 5-и фрегатов типа «Лафайет» (боезапас 16 ракет)[19]

  - ВВС Франции — 20 «Сrotale NG» на вооружении по состоянию на 2024 год[20]
- Чили — 5 систем на вооружении ВВС Чили по состоянию на 2010 год[21]
- Республика Корея — K-SAM Pegasus (114 систем)

Бывшие эксплуатанты:
- Португалия
- ЮАР — первая страна, в вооружённые силы которой поступили ЗРК «Crotale» исходной модели (раньше чем во Франции)[22]. Состояли на вооружении 120-го зенитного ракетного дивизиона[англ.] ВВС ЮАР.

Опытная эксплуатация:
- США — в 1972 году финансово-промышленная группа Rockwell Autonetics Group (подразделение корпорации North American Rockwell Corp.) получила лицензию на серийное производство комплексов и их модификацию под требования ВС США. Во Франции была закуплена опытная партия ракет и одна батарея ЗРК «Crotale» вместе с радиолокационными средствами (станциями обнаружения целей и наведения ракет) и со всеми комплектующими, для их испытаний и оценки командованием видов вооружённых сил, прежде всего Армией США. Испытания проходили на ракетных полигонах Уайт-Сэндз в Нью-Мексико и Редстоунского арсенала в Алабаме[23]. На вооружение в США комплекс принят не был и американской промышленностью не производился.

## Боевое применение
Версия Crotale для Саудовской Аравии Shanine использовалась при освобождении Кувейта от иракских войск в ходе войны в Персидском заливе/
Crotale NG использовался Украиной в ходе вторжения России на Украину, в том числе для уничтожения российских крылатых ракет.

## Платформа
На базе «Кроталь» создана универсальная многоцелевая платформа на полноприводном шасси, под установку различных боевых модулей, реализованная в нескольких вариантах исполнения (цифра «4» или «6» в названии указывает на колёсную формулу) и превращающая единицу бронетехники-носитель в боевую машину пехоты, зенитный ракетный или зенитный пушечно-ракетный комплекс, машину управления огнём батареи ракет или командно-штабную машину:

### P4R
P4R — на четырёхколёсном шасси Hotchkiss-Brandt. Машины всех указанных типов на базе P4R весили около 12 тонн и обслуживались экипажами по два человека (водитель и оператор).

### P6R
P6R — на шестиколёсном шасси Thomson-CSF, разработанная совместно с компанией-производителем башен для бронетехники SAMM (Societé d'Applications des Machines Motrices). Газотурбинный двигатель мощностью 340 кВт. Предлагалась на экспорт для Бундесвера.

### Модули
- Зенитный ракетный комплекс — SICA "Shahine" R460 (P4R) или "Sirocco" (P6R). Имеет усовершенствованную модель Shanine 2 с цифровой системой обработки информации SHADL (SHAnine Data-Link), альтернативной РЛС наведения, модифицированной РЛС обнаружения (дальность обнаружения доведена до 19,5 км), а также усовершенствованным инфракрасным дистанционным взрывателем[26].
- Боевая машина пехоты — вместо зенитных управляемых ракет, оснащена боевым модулем Sylac с 20-мм спаренной автоматической пушкой, разработанным американо-французским консорциумом Thomson-CSF. Система управления огнём модуля включает в себя бортовой компьютер, телевизионную систему наведения и прицел с гироскопической стабилизацией, а также импульсно-доплеровскую станцию ближней радиолокационной разведки Œil Vert (с фр. — «зелёный глаз»), работающую в диапазоне высот от 0 до 3 км с наклонной дальностью обнаружения целей до 7,5 км (по целям типа «подлетающий вертолёт») и 15 км (типа «самолёт») и позволяющую обнаружить цели летящие с радиальной скоростью от 108 до 1080 км/ч или зависающие в пространстве[26].

Все перечисленные выше образцы вооружения на базе «Кроталь» были разработаны в конце 1970-х — начале 1980-х, тогда же прошли заводские испытания и предлагались на экспорт, регулярно выступая в качестве экспонатов на различных международных выставках вооружения и военной техники, но в серийное производство запущены не были ввиду отсутствия крупных заказов.